# گومبیتو
گومبیتو (به ایتالیایی: Gombito) یک کومونه در ایتالیا است که در استان کریمونا واقع شده‌است.

## خصوصیات
گومبیتو ۹٫۱ کیلومترمربع مساحت و ۶۲۴ نفر جمعیت دارد.